# Tōyō Dai-Nihonkoku Kokken-an
Der Tōyō Dai-Nihonkoku Kokken-an (jap. 東洋大日本国国憲按, etwa „Verfassungsentwurf für den Staat Großjapan des Fernen Ostens“) war ein Verfassungsentwurf von Ueki Emori im Jahr 1881 für das Kaiserreich Japan. Er war einer der radikalsten bürgerlichen Verfassungsentwürfe, die aus der Freiheits- und Bürgerrechtsbewegung hervorgingen, die von Tennō und Meiji-Oligarchie eine Verfassung und parlamentarische Repräsentation forderte. Durch die Presse erreichte der Entwurf die Öffentlichkeit, galt aber auch liberalen Vertretern der Regierung als zu radikal.
Der Verfassungsentwurf enthält viele Bürgerrechte, die erst in der Nachkriegsverfassung realisiert wurden, und manches darüber hinaus, darunter ein explizites Widerstandsrecht zum Sturz einer tyrannischen Regierung. Die Institution eines erblichen Kaisers tastete der Entwurf nicht an (nannte sie aber statt Tennō hier kōtei, ein Begriff der sonst für ausländische Monarchen verwendet wird) und schrieb ihr auch erhebliche Vollmachten zu. So enthielt der Entwurf trotz der umfassenden Bürgerrechte anstelle von Volkssouveränität eine zwischen Volk und Monarch geteilte Souveränität. Die Legislative sollte eine direkt gewählte rempō rippōin („Bundeslegislative“) aus einer Kammer ausüben. Mit der Ersetzung der Präfekturen durch Staaten (shū), zusammengeschlossen in einem Bund (rempō), enthielt der Entwurf außerdem die Grundlage einer föderalen Ordnung für Japan.
Zwar berücksichtigte die Meiji-Oligarchie um Itō Hirobumi die radikaleren Ideen der Bürgerrechtsbewegung nicht und orientierte sich bei der Schaffung der Meiji-Verfassung an preußischem und britischem Vorbild. Der Entwurf inspirierte aber spätere Verfassungsentwürfe und nach dem Pazifikkrieg die Arbeit des Kempō Kenkyūkai um Takano Iwasaburō, eine von mehreren zivilen Gruppen, die Entwürfe für eine Nachkriegsverfassung entwickelten; diese Entwürfe hatten wiederum Einfluss auf den Verfassungsentwurf der Besatzungsbehörden.